# Alexander Christovão
Alexander Christovão, właśc. Alexandre Dominigos Cristóvão M’Futila (ur. 14 marca 1993 w Lândanie) – angolski piłkarz występujący na pozycji napastnika.

## Kariera klubowa
Alexander Christovão urodził się w Cacongo, ale piłkarską karierę rozpoczynał w Holandii, grając jako junior w VV Roden, FC Groningen, VV Helpman i Be Quick 1887. W Be Quick w 2010 roku rozpoczął seniorską karierę. W 2012 roku przeszedł do FC Groningen, a rok później został zawodnikiem SC Cambuur. Ogółem rozegrał 13 meczów w Eredivisie. Następnie przeszedł do angolskiego Recreativo Libolo, z którym w 2015 roku zdobył mistrzostwo kraju. W rundzie wiosennej sezonu 2016 grał w Porcelana FC, a następnie trafił do Javora Ivanjica. W 2017 roku podpisał dwuletnią umowę z Zagłębiem Sosnowiec.

### Statystyki ligowe
| !Sezon        | Klub                    | Liga                      | Mecze | Gole |
| ------------- | ----------------------- | ------------------------- | ----- | ---- |
| 2010/2011     | Be Quick 1887           | Hoofdklasse               | ?     | ?    |
| 2011/2012     | Be Quick 1887           | Hoofdklasse               | ?     | ?    |
| 2012/2013     | FC Groningen            | Eredivisie                | 5     | 0    |
| 2013/2014     | SC Cambuur              | Eredivisie                | 8     | 0    |
| 2015          | Recreativo Libolo       | Girabola                  | 13    | 1    |
| 2016 (w)      | Porcelana FC do Cazengo | Girabola                  | 5     | 0    |
| 2016/2017     | Javor Ivanjica          | Super liga                | 19    | 2    |
| 2017/2018     | Zagłębie Sosnowiec      | NICE 1 liga               | 16    | 2    |
| 2018/2019 (j) | Zagłębie Sosnowiec      | Ekstraklasa               | 15    | 2    |
| 2018/2019 (w) | Dinamo Bukareszt        | Liga I                    | 9     | 0    |
| 2019/20 (j)   | Al Mojzel Club          | Saudi Second Division     | 12    | 3    |
| 2019/20 (w)   | Keşlə Baku              | Azərbaycan Premyer Liqası | 6     | 0    |
| 2020/21       | Keşlə Baku              | Azərbaycan Premyer Liqası | 1     | 0    |

## Kariera reprezentacyjna
28 maja 2014 zadebiutował w reprezentacji Angoli w wygranym 2:0 meczu towarzyskim z Marokiem, w którym zdobył gola.

### Bramki w reprezentacji
| LP | Data            | Miejsce                     | Przeciwnik        | Bramka | Rezultat | Ranga meczu     |
| -- | --------------- | --------------------------- | ----------------- | ------ | -------- | --------------- |
| 1. | 28 maja 2014    | Estádio Algarve, Faro/Loulé | Maroko            | 2:0    | 2:0      | Mecz towarzyski |
| 2. | 16 czerwca 2015 | Cape Town Stadium, Kapsztad | Południowa Afryka | 1:0    | 1:2      | Mecz towarzyski |

## Sukcesy
Recreativo Libolo
- mistrzostwo Angoli: 2015